# Lamyaa Bekkali
Lamyaa Bekkali, née le 10 mai 1989, est une taekwendoïste marocaine.

## Carrière
Lamyaa Bekkali est médaillée d'or dans la catégorie des moins de 53 kg aux Championnats d'Afrique de taekwondo 2009 et aux Championnats d'Afrique de taekwondo 2010. 
Elle est médaillée d'argent des moins de 53 kg des Championnats du monde de taekwondo 2011, médaillée de bronze des moins de 57 kg aux Jeux méditerranéens de 2013 et médaillée de bronze des moins de 53 kg des Championnats d'Afrique de taekwondo 2014.